# Músculo redondo menor
O músculo redondo menor é um músculo estreito e alongado do manguito rotador. O músculo se origina da margem lateral e superfície posterior adjacente da escápula esquerda ou direita correspondente, e se insere no tubérculo maior do úmero e superfície posterior da cápsula articular que envolve a cavidade glenóide e a cabeça do úmero.
A função primária do m. redondo menor é modular a ação do m. deltóide, prevenindo, assim, que a cabeça do úmero deslize para cima na abdução do braço. Também tem função de rodar o úmero lateralmente. O m. redondo menor é inervado pelo nervo axilar.

## Embriogênese
Origina-se do mesênquima da camada somática do mesoderma lateral do embrião.

## Ações
O músculo infraespinhal e o redondo menor promovem a rotação lateral da cabeça do úmero (externa, "para fora"); eles também ajudam na movimentação do braço para trás.

## Relações
O tendão deste músculo passa através da parte posterior da cápsula da articulação do ombro, e está ligado a ela.

## Variações
Algumas vezes, as fibras do músculo redondo menor podem estar fundidas com as fibras do músculo infraespinhal, tornando-os inseparáveis.

## Imagens Adicionais

Diagrama da articulação do ombro humano, visão anterior.
Diagrama da articulação do ombro humano, visão traseira
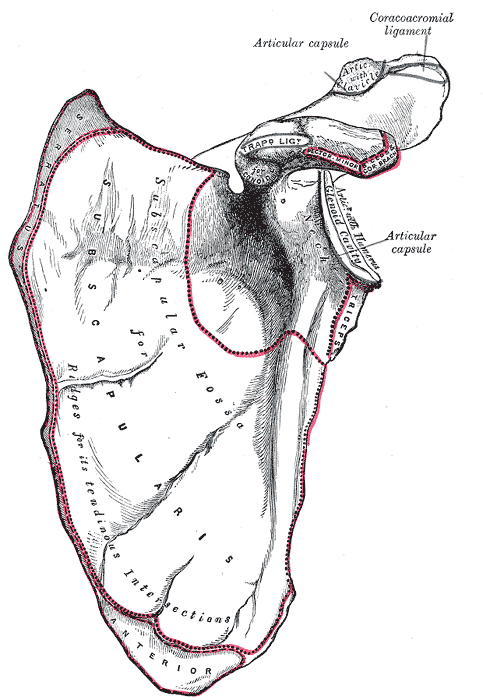
Escápula esquerda. Face dorsal.
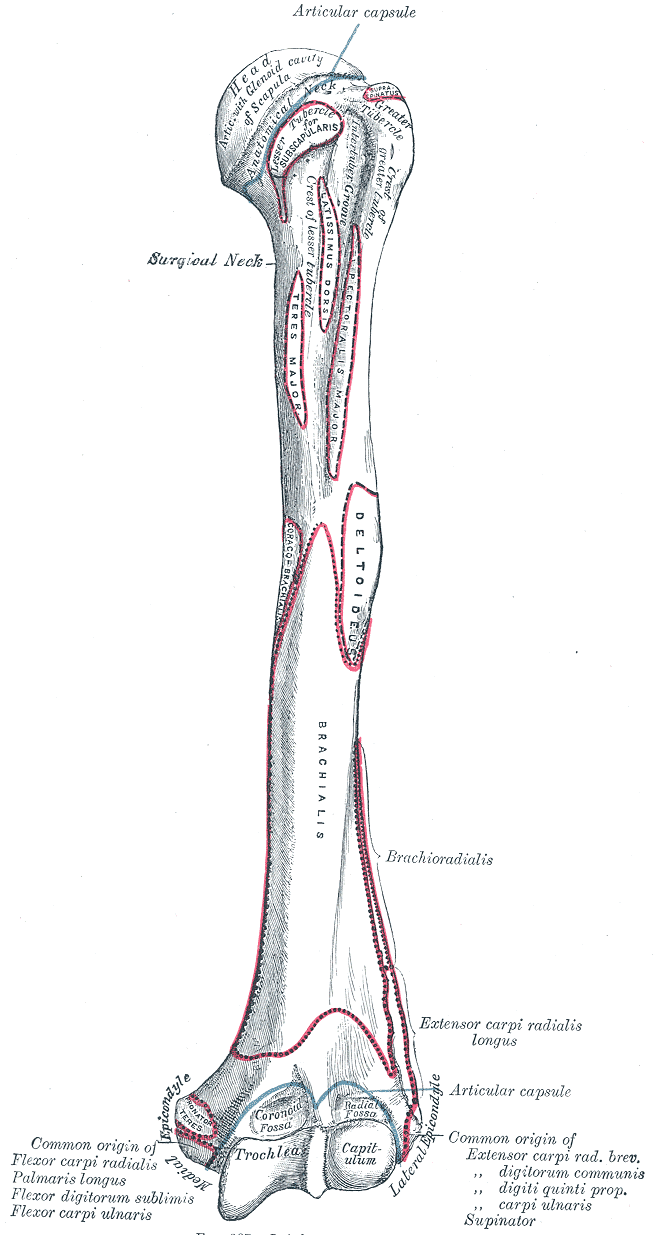
Úmero esquerdo. Face anterior.
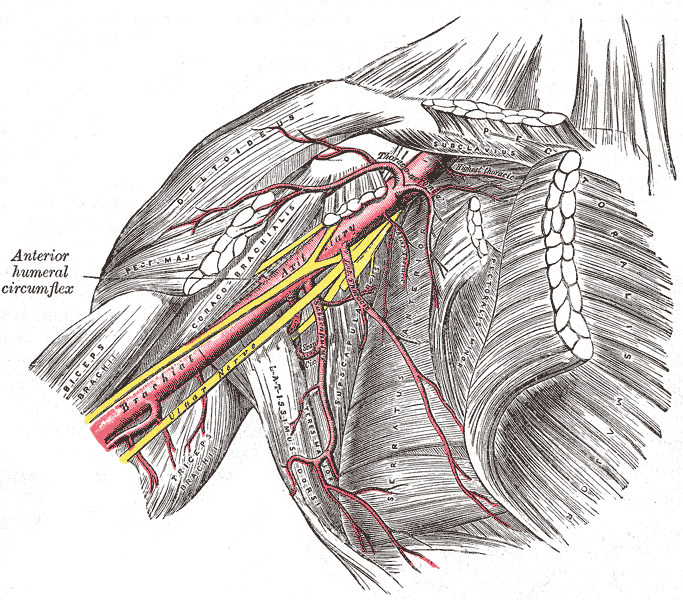
Artéria axilar e suas ramificações.
O plexo braquial direito, visão frontal.
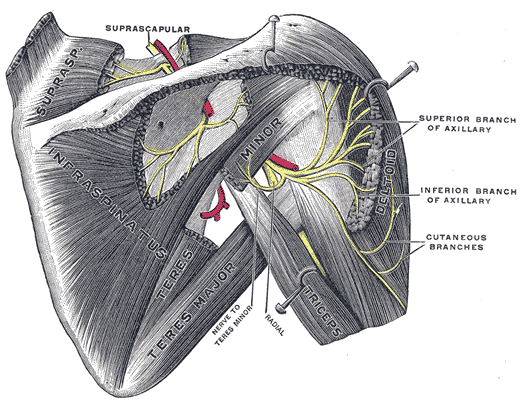
O m. supraespinhal e nervos axilares do lado direito, visão dorsal.